# Tân Lập (Bình Dương)
Tân Lập is een xã in huyện Tân Uyên, een district in de Vietnamese provincie Bình Dương.
Tân Lập ligt centraal in het district.